# Adalberto Parra

Adalberto Parra (Ciudad de México, México; 11 de octubre de 1956) es un primer actor mexicano de cine y televisión, que ha participado en muchas telenovelas haciendo personajes villanos a lo largo de su trayectoria artística en la empresa Televisa. También destaca mucho en el ámbito del cine, con el estreno del filme Borrar de la memoria en 2010 y con el cual celebró 25 años de carrera artística: en dicha película interpretó al periodista Germán Acosta que investiga el caso criminal no resuelto de "La Empaquetada" o la joven Diana Inés, asesinada en 1968.

## Filmografía

### Telenovelas
- Amor amargo (2024-2025) - Israel Pérez[2][3]
- Mujer de nadie (2022) - Juventino Riquelme
- Diseñando tu amor (2021) - Juan[4]
- Imperio de mentiras (2020) - Justino Álvarez
- Vencer el miedo (2020) - Ernesto "Neto" Arizpe
- Médicos, línea de vida (2019-2020) - Álvaro
- Cuna de lobos (2019) - Josué Armenta "El Señor X"
- Ringo (2019) - Arnulfo Antúnez
- La jefa del campeón (2018) - Macario Mendieta "El Chino"
- Caer en tentación (2017-2018) - Ignacio "Nacho" Galindo
- La candidata (2016-2017) - Mauro
- Por siempre Joan Sebastian (2016) - Mario Figueroa
- La vecina (2015-2016) - Eduardo Andrade
- Yo no creo en los hombres (2014-2015) - Jacinto
- Qué pobres tan ricos (2014) - Comandante Pedro Chávez
- La tempestad (2013) - Teniente Valdivia
- Cachito de cielo (2012) - Reynaldo Salazar
- Para volver a amar (2010-2011) - Amador
- Zacatillo, un lugar en tu corazón (2010) - Lorenzo Boturini
- Sortilegio (2009) - Erick Diaz
- Mañana es para siempre (2008-2009) - René Manzanares
- Fuego en la sangre (2008) - Doctor Brujo
- Tormenta en el paraíso (2007-2008) - Nakuk Kum
- Destilando amor (2007) - Melitón
- Alborada (2005-2006) - Higinio
- Pablo y Andrea (2005) - Quintero
- Misión S.O.S. (2004-2005) - El Tlacuache
- Amar otra vez (2004) - Carlos
- Amor real (2003) - Delfino Pérez
- Así son ellas (2002) - Dr. Castro
- El juego de la vida (2001-2002) - El Risueño
- Navidad sin fin (2001-2002) - El Tripas
- Carita de angel (2001)
- Locura de amor (2000) - Fabrizio
- Nunca te olvidaré (1999)
- La usurpadora (1998) - Administrador de "La Joya de Cancún"
- Pueblo chico, infierno grande (1997) - Guadalupe Tiburcio †
- El vuelo del águila (1994-1995) - Juan Nepomuceno Almonte
- Corazón salvaje (1993-1994) - Capitán Espíndola
- La última esperanza (1993) - Fraga
- Triángulo (1992) -
- Amor de nadie (1990-1991) - Baltazar
- Un rostro en mi pasado (1990) - Ruperto
- Lo blanco y lo negro (1989) - Esteban
- Flor y canela (1988) - Atanasio
- De pura sangre (1985-1986) - Hampón
- Bodas de odio (1983) - Ezequiel
- Salvaje (1981)
- Una mujer marcada (1979)

### Series de TV
- Esta historia me suena (2021)
- Nosotros los guapos (2018) - El Jefe
- Por siempre Joan Sebastian (2016) - Don Mario Figueroa
- Como dice el dicho (2011 - 2018) - Varios episodios
- La rosa de Guadalupe (2009-2018) - Varios episodios
- Gritos de muerte y libertad (2010) - Hermenegildo Galeana
- Mujeres asesinas (2008) - Teniente Luis Flores (episodio "Cristina, rebelde")
- Vecinos (2006-2008) - Cosme/René
- Tiempo final (2007) - Capitán Corona (episodio "La Mula")
- La familia P.Luche (2007 - 2012) .... Capitán de policía (episodio "Secretos de un secuestro")/ Felipe Sinfonolo (episodio "Genio Bursátil")
- Mujer, casos de la vida real (1995-2005)

### Películas
- Borrar de la memoria (2010) - Germán Acosta
- Conejo en la luna (2004) - Secretario Segura
- El tigre de Santa Julia (2002) - Calleja
- El evangelio de las Maravillas (1998)
- Delincuentes de lujo (1992)
- La venganza (1989)
- En la trampa (1979) - Che
- Cascabel (1977)
- Espejismo en la ciudad (1976) - Carmelo

## Premios y nominaciones

### Premios TVyNovelas
| Año  | Categoría                  | Telenovela        | Resultado |
| ---- | -------------------------- | ----------------- | --------- |
| 2018 | Mejor primer actor         | Caer en tentación | Nominado  |
| 1984 | Mejor revelación masculina | Bodas de odio     | Nominado  |